# Lete (Mustang)
Lete – gaun wikas samiti w zachodniej części Nepalu w strefie Dhawalagiri w dystrykcie Mustang. Według nepalskiego spisu powszechnego z 2001 roku liczył on 241 gospodarstw domowych i 1142 mieszkańców (457 kobiet i 685 mężczyzn).